# 黃俊雄
黃俊雄（1933年1月26日—），台灣布袋戲操偶、口白和戲劇製作師，出身於雲林縣虎尾鎮，亦為布袋戲操偶師黃馬的孫子，黃海岱的次子，曾連任兩屆台灣省戲劇公會理事長。14歲起，隨父學習布袋戲，其作品《雲州大儒俠》是台灣電視布袋戲具代表性的作品，自創布袋戲拍攝技術；曾獲多樣榮譽和獎項，2009年起受指定為台灣重要無形文化資產保存者。

## 生平
黃俊雄出身臺灣雲林縣虎尾鎮，是布袋戲操偶藝師黃海岱的次子。14歲起，他隨父學習布袋戲，由後場學起至吹（嗩吶）、打（鑼鼓）、拉（二胡）、演（操偶）、編（編劇）、講（口白），且憑藉著深厚的漢文根底，也是偶戲主角主題曲的作詞人，具代表性歌曲如《苦海女神龍》、《冷霜子》、《相思燈》、《命運的青紅燈》等作。黃俊雄於19歲時組成五洲園第三團，後改為真五洲掌中劇團，其作品《雲州大儒俠》是台灣電視布袋戲的代表作品；黃亦自創布袋戲拍攝技術，至今已成為專業節目製作系統。
1970年3月2日，黃俊雄將黃海岱的《忠勇孝義傳》改編為自己的首部作品《雲州大儒俠》，首創電視布袋戲戲劇。他將布偶尺寸加大，強調眼部的神氣，以流行音樂取代傳統的鑼鼓。在台視播出後轟動全台灣，造成萬人空巷，連續演出583集，創下當年台灣電視節目最高收視率97%。1974年6月25日，遭當局以「妨礙農工作息」為由停播。
黃俊雄曾獲全國戲劇比賽冠軍、中華民國教育部社教獎、薪傳獎、全球華人青商十大傑出人才，亦曾連任兩屆台灣省戲劇公會理事長。2002年，他獲頒第37屆電視金鐘獎終身成就獎；2006年獲雲林縣文化獎並榮獲第十屆國家文藝獎；2008年後，黃俊雄獲得時任中華民國總統馬英九聘任為總統府國策顧問；2009年，他被文建會列為「無形文化資產保存者」；2011年，獲授證「人間國寶」頭銜；2015年11月12日，黃獲頒二等「景星勳章」，2023年獲中華民國最高文化獎項「行政院文化獎」肯定。

## 榮譽

### 中華民國二等景星勳章
- 二等景星勳章（2015年11月12日于台北總統府頒授[5]）

## 家族事業
1990年代末，黃俊雄及前妻陳美霞之子黃強華、黃文擇和黃文耀繼承衣缽。其中，黃強華跟黃文擇在接續完成父親的《新雲州大儒俠》後，因理念與父親不同而另組「大霹靂節目錄製公司」（已於2000年改名為霹靂國際多媒體股份有限公司），以《霹靂布袋戲》（代表人物為素還真、葉小釵）搶攻錄影帶市場；1995年大霹靂成立「霹靂衛星電視台」（已於2005年10月1日改名為霹靂台灣台），聲勢極盛。另一方面，黃文耀則成立「大天宇」，曾在三立台灣台推出《天宇布袋戲》。
黃俊雄本人目前則與第二任妻子西卿所生的長女黃鳳儀、小兒子黃立綱共同經營《金光布袋戲》（代表人物為史豔文、藏鏡人）繼續活躍於台灣電視布袋戲市場以及劇場演出。
|              |              | 陳美霞(前妻) | 陳美霞(前妻) | 陳美霞(前妻) | 陳美霞(前妻) | 陳美霞(前妻) | 陳美霞(前妻) |              |              |              |              |              |              |  |  | 黃俊雄(金光) | 黃俊雄(金光) | 黃俊雄(金光) | 黃俊雄(金光) | 黃俊雄(金光) | 黃俊雄(金光) |  |  |              |              |              |              |              |              |  |  | 西卿         | 西卿         | 西卿         | 西卿         | 西卿         | 西卿         |
|              |              | 陳美霞(前妻) | 陳美霞(前妻) | 陳美霞(前妻) | 陳美霞(前妻) | 陳美霞(前妻) | 陳美霞(前妻) |              |              |              |              |              |              |  |  | 黃俊雄(金光) | 黃俊雄(金光) | 黃俊雄(金光) | 黃俊雄(金光) | 黃俊雄(金光) | 黃俊雄(金光) |  |  |              |              |              |              |              |              |  |  | 西卿         | 西卿         | 西卿         | 西卿         | 西卿         | 西卿         |
|              |              |              |              |              |              |              |              |              |              |              |              |              |              |  |  |              |              |              |              |              |              |  |  |              |              |              |              |              |              |  |  |              |              |              |              |              |              |
|              |              |              |              |              |              |              |              |              |              |              |              |              |              |  |  |              |              |              |              |              |              |  |  |              |              |              |              |              |              |  |  |              |              |              |              |              |              |
| 黃強華(霹靂) | 黃強華(霹靂) | 黃強華(霹靂) | 黃強華(霹靂) | 黃強華(霹靂) | 黃強華(霹靂) |              |              | 黃文擇(霹靂) | 黃文擇(霹靂) | 黃文擇(霹靂) | 黃文擇(霹靂) | 黃文擇(霹靂) | 黃文擇(霹靂) |  |  | 黃文耀(天宇) | 黃文耀(天宇) | 黃文耀(天宇) | 黃文耀(天宇) | 黃文耀(天宇) | 黃文耀(天宇) |  |  | 黃鳳儀(金光) | 黃鳳儀(金光) | 黃鳳儀(金光) | 黃鳳儀(金光) | 黃鳳儀(金光) | 黃鳳儀(金光) |  |  | 黃立綱(金光) | 黃立綱(金光) | 黃立綱(金光) | 黃立綱(金光) | 黃立綱(金光) | 黃立綱(金光) |

## 影視作品
- 1958年

- 《西遊記》（電影）

- 1967年

- 《大飛龍》（電影）

- 1968年

- 《大傷殺》（電影）

- 1968年

- 《孝子流浪記》（電影）

- 1970年

- 《雲州大儒俠》（台視）
- 《三國演義》（台視）
- 《雲州大儒俠續集》（台視）

- 1971年

- 《新西遊記》（台視）
- 《六合三俠傳》（台視）
- 《大儒俠》（台視）

- 1973年

- 《新濟公傳》（台視）　※ 國語
- 《大唐五虎將》（台視）
- 《六合三俠傳完結篇》（台視）
- 《王子屠龍記》（台視）

- 1974年

- 《雲州四傑傳》（台視）
- 《史艷文的三角戀情》（台視）(5集)

- 1974年

- 《二十四孝》（中視）　※ 國語

- 1974年

- 《神童》（華視）　※ 國語
- 《百勝棒》（華視）　※ 國語

- 1982年

- 《大唐五虎將》（台視）
- 《六合三俠傳》（台視）
- 《神刀魔劍六合魂》（台視）

- 1983年

- 《齊天大聖孫悟空》（台視）　※ 國語
- 《武聖關公》（台視）
- 《義魄雲天》（台視）
- 《火燒紅蓮寺》（台視）　※ 國語
- 《英雄榜》（台視）改編自小五義

- 1984年

- 《六義精武門》（台視）
- 《六藝七王》（台視）
- 《西岐封神榜》（台視）
- 《伐紂大封神》（台視）

- 1985年

- 《欽差遊俠傳》（台視）
- 《隋唐演義》（台視）
- 《唐朝演義》（台視）
- 《濟公傳》（台視）
- 《神刀魔劍六合魂》（台視）

- 1986年

- 《濟公傳》（台視）
- 《霹靂城》 （中視）

- 1986年

- 《降龍伏虎傳》（台視）
- 《義魄雲天》（台視）
- 《大明遊俠傳》（台視）

- 1987年

- 《三國英豪》（台視）
- 《新雲州大儒俠》（台視）
- 《史艷文與女神龍》（台視）

- 1988年

- 《真假濟公》（台視）

- 1989年

- 《烽劍春秋》（中視）

- 1994年

- 《新雲州大儒俠》（華視）

- 1996年

- 《金光霹靂菩薩藏》（錄影帶）
- 《萬教大格殺》（錄影帶）

- 1998年

- 《金光十八龍》（民視）

- 1999年

- 《金光九天盤》（錄影帶）
- 《金庸布袋戲-射鵰英雄傳》（TVBS八點檔）（湖北衛視）　※ 國語

- 2000年

- 《雲州大儒俠【千禧年版】》（中視）

- 2002年

- 《第一俠 苦海女神龍》（台視）（香港亞視） ※ 粵語
- 《第一俠 苦海女神龍之霹靂城》（台視）（年代MUCH TV）
- 《鷹燕龍虎榜》（台視）

- 2004年

- 《天地風雲》（華視）

另外於2006年起也在霹靂電視台開始重播。
- 2006年

- 《六合水滸傳》（民視）

- 2007年

- 《包公俠義傳》（公視）

8月13日至11月8日，每週一至週四21：00～21：45播出，改編自黃海岱的《七俠五義》。之後在2008年亦有改配客語於客家電視台內播出。
- 2009年

- 《黑白龍狼傳》（DVD出租）

- 2012年

- 《天地風雲錄之決戰時刻》（DVD出租）

## 外部連結
- 金光總部官方網站